# Horst Kauffmann
Horst Kauffmann (* 19. April 1951 in Berlin) ist ein deutscher Ingenieur, Geschäftsführer und Politiker (DFP, CDU). Er gehörte der letzten Volkskammer der DDR an.

## Leben und Beruf
Kauffmann besuchte zunächst die POS "Wolfgang Radtke" im Berliner Stadtteil Prenzlauer Berg, später wechselte er auf die POS "Walter Husemann", die er mit der mittleren Reife abschloss. Nach einer Lehre zum Kühlanlagenbauer holte er auf der Volkshochschule das Abitur nach. Es folgten zwei Studiengänge, das erste Studium in Meißen schloss er 1982 als Maschineningenieur ab, es folgte ein zweijähriges Zusatzstudium für kältetechnische Projektierung. Er war nunmehr Abteilungsleiter für Rationalisierung und Investitionen beim VEB Einzelhandel HO in Berlin. Nach der Wiedervereinigung ging er nach Wiesbaden, wo er Geschäftsführer einer Werbeagentur war. Später kehrte er nach Berlin zurück und wurde Geschäftsführer im Öffentlichkeitsbereich.

## Politik
Kauffmann gehörte zu den Unterzeichnern des Neuen Forums, schloss sich aber bald darauf der Deutschen Forumpartei an. Im Januar 1990 wurde er zum Generalsekretär der DFP berufen. Für die Volkskammerwahl 1990 wurde er vom Bund Freier Demokraten, der die DFP angehörte, als Spitzenkandidat im Wahlkreis Potsdam nominiert. Der Volkskammer gehörte er bis zur Auflösung am 2. Oktober 1990 an, kurz zuvor ging die DFP in der FDP auf. Später war er für die CDU als Referent sowie als Kreisgeschäftsführer der CDU Tempelhof-Schöneberg tätig.